# Ferentino
Ferentino è un comune italiano di 19 960 abitanti della provincia di Frosinone nel Lazio, nella Valle del Sacco.

## Geografia fisica

### Territorio
Arroccata su di un colle che domina la vallata del fiume Sacco (l'antico Trerus), è crocevia sia nella direttrice Nord-Sud (tramite l'antica Casilina e la moderna Autostrada del Sole) che Est-Ovest (l'Anticolana e la superstrada Ferentino - Sora - Avezzano).
Nel territorio comunale si trova anche il lago di Canterno.

### Clima
Classificazione climatica: zona D, 1913 GR/G

## Storia
Le origini di Ferentino sono antiche ed avvolte nel mito; la leggenda ne ascrive la fondazione al dio Saturno che, scacciato dall'Olimpo, si insediò in questo territorio ubertoso dove fondò città e diffuse le arti e le tecniche. A testimonianza della fondazione, antecedente a quella di Roma di almeno 300 anni, sono presenti le cosiddette mura ciclopiche, una cinta composta da blocchi di pietra (di volume anche superiore ai 25 metri cubi) posati a secco e ad incastro a formare fortificazioni lunghe circa 2.500 metri, comprendenti 12 porte. L'etimologia stessa del nome Ferentinum (participio presente del verbo latino ferre: produrre) fornisce una idea precisa riguardo alla fertilità del luogo e all'ingegnosità della gente che lo abitava.
Fra il VI e il IV secolo a.C. Ernici, Volsci e Romani combatterono aspre battaglie per il possesso della zona: Roma trovò in Ferentino dapprima una fiera avversaria e in seguito una fedele alleata, avendo dato natali anche ad illustri personaggi, primo fra tutti Aulo Irzio, luogotenente di Giulio Cesare, conquistatore e governatore della Gallia, console romano e scrittore.
Risalgono al periodo romano il Mercato Coperto, il teatro, il Testamento di Aulo Quintilio Prisco, le tracce delle antiche terme, i resti dell'acquedotto e del basolato stradale della via Latina.
Per via degli elementi di incipiente cristianità già in epoca romana (vedi il martirio nel 304 del centurione Ambrogio, poi patrono), la società ferentinate dell'Alto Medioevo ospitò numerose diocesi e luoghi di culto: la Cattedrale dedicata ai Santi Martiri Giovanni e Paolo, edificata sui resti di un antico tempio pagano e di una precedente chiesa cristiana, integralmente pavimentata a mosaico, risale al 1108; dello stesso periodo è anche l'abbazia gotico cistercense di Santa Maria Maggiore, prototipo per la costruzione della Abbazia di Fossanova.
Al Basso Medioevo risale il Monastero di Sant'Antonio Abate fondato da Celestino V, che ospitò le sue spoglie prima che fossero traslate nella vicina chiesa di S. Agata, dalla quale poi furono trafugate verso l'abbazia di Collemaggio. A Ferentino resta tuttavia il cuore di Celestino, custodito presso il monastero delle suore Clarisse: in onore del Santo, compatrono della città, dal 2002 si celebra ogni anno il tradizionale palio, o giostra dell'anello.
Dal 1198 al 1557, Ferentino fu il capoluogo della provincia di Campagna e Marittima (ovvero il Lazio meridionale) grazie a papa Innocenzo III che ne fece sua sede privilegiata.
Molti ordini religiosi si stabilirono a Ferentino, fondando chiese e monasteri: Benedettini, Cistercensi, Francescani, clarisse, Carmelitani, Celestiniani, Domenicani, Cavalieri Gaudenti, Cavalieri di Malta e Templari.
Ferentino fu uno dei primi liberi comuni italiani, dotato già a partire dal XII secolo di un suo proprio statuto.
Federico II di Svevia soggiornò più volte da giovane a Ferentino e, ironia della sorte, subì la propria definitiva sconfitta proprio ad opera di un condottiero ferentinate, Gregorio da Montelongo, legato pontificio, nella battaglia di Parma del 1248.
Grazie a Martino Filetico Ferentino conobbe i fasti dell'Umanesimo, mentre in seguito fu teatro dell'assedio vinto dalle truppe spagnole guidate dal Duca d'Alba (1556), della fondazione di un ampio distretto artigianale (1740-1800) durante la prima rivoluzione industriale, delle lotte fra Sanfedisti e Giacobini (1798-1802), e del passaggio di Garibaldi. Importanti furono i bombardamenti subiti durante la Seconda guerra mondiale, in quanto retrovia del fronte di Cassino e snodo stradale strategico, e l'istituzione di un centro di accoglienza per gli sfollati, valsi la Medaglia d'Oro al Valor Civile.
Nel corso degli anni sessanta e settanta il territorio ferentinate è stato oggetto di una forte industrializzazione per via delle agevolazioni permesse dai piani statali di sviluppo: l'economia del luogo, precedentemente fondata sull'agricoltura (coltivazioni di lino), compresa la viticoltura (vitigni), e sull'artigianato (scope di saggina, cotto), è stata convertita ad attività in quasi tutti i settori, principalmente farmaceutico e plastico.

## Monumenti e luoghi d'interesse

### Architetture religiose

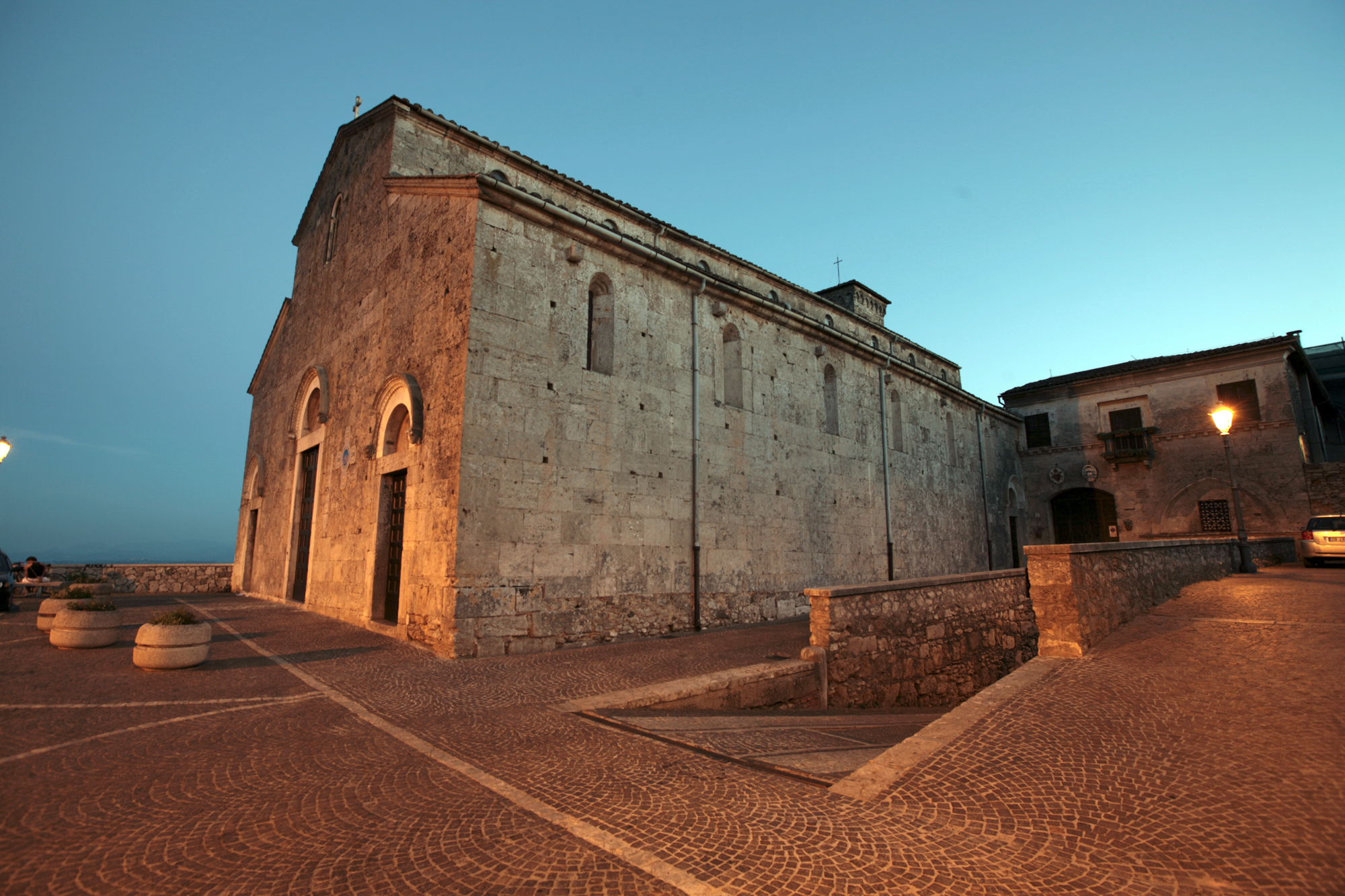
La concattedrale dei Santi Giovanni e Paolo, duomo di Ferentino

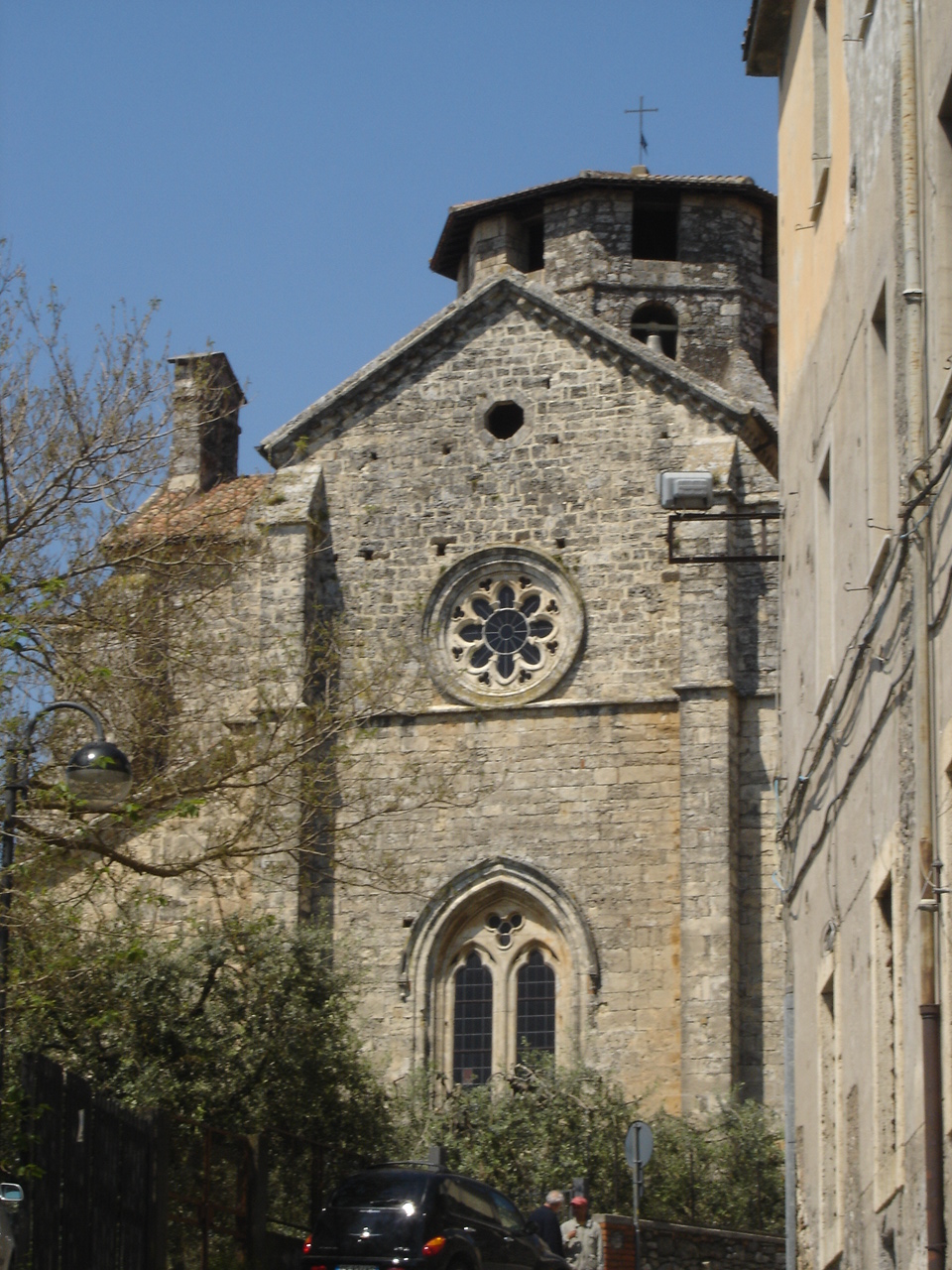
Chiesa abbaziale di Santa Maria Maggiore

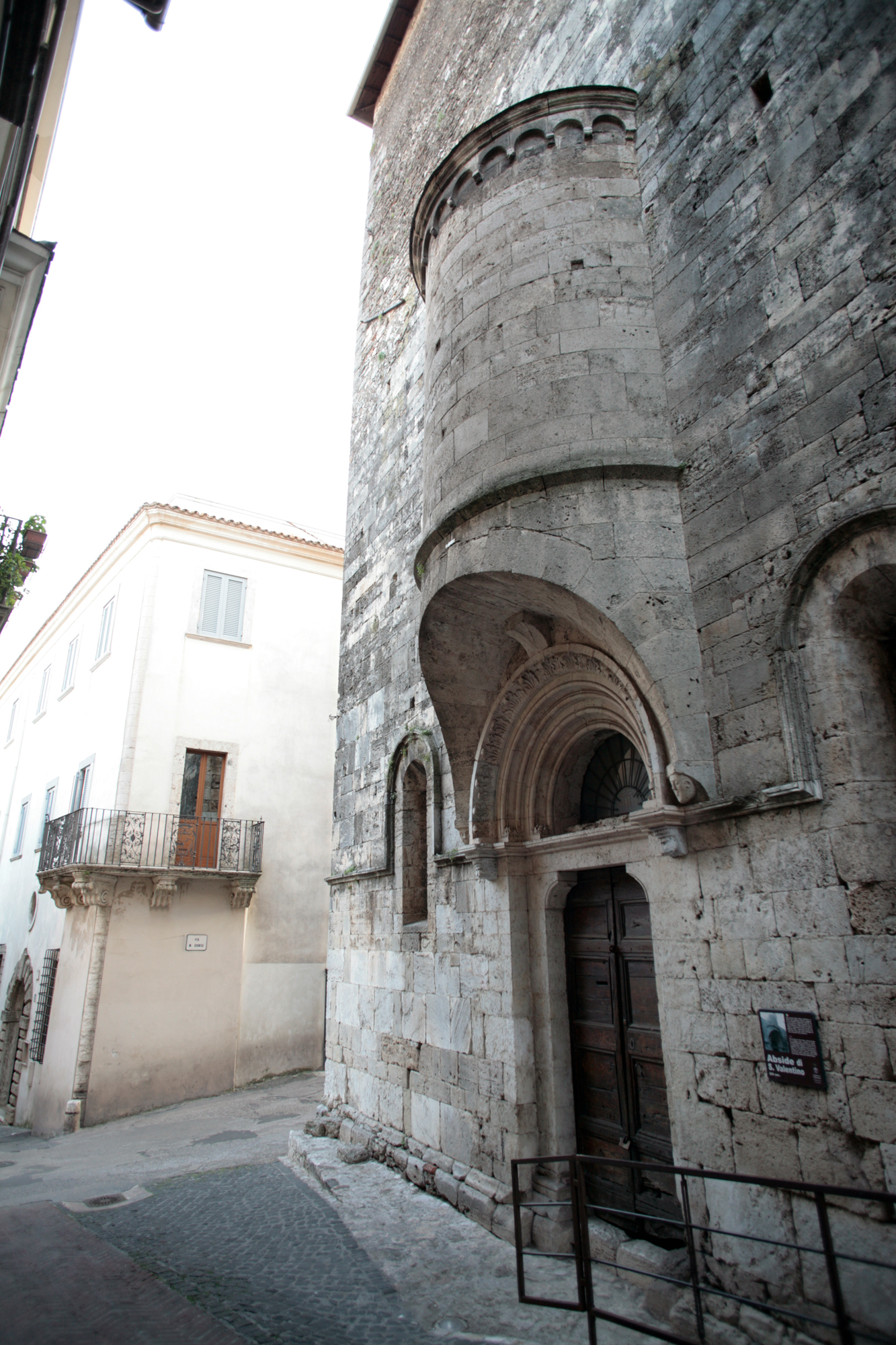
Abside di San Valentino

- Concattedrale dei Santi Giovanni e Paolo. La cattedrale è situata sull'acropoli. Venne edificata nel 1108 sui resti di un più antico luogo di culto. Nella facciata a salienti (successione di spioventi posti a differenti altezze) si aprono tre porte architravate sormontate da lunette. L'interno del duomo, a tre navate, ha una copertura a capriate in legno, con tavelle in cotto decorate, e presenta una pavimentazione a mosaico risalente al XII secolo. Notevole è l'altare maggiore cosmatesco, protetto da un ciborio duecentesco di Drudo Da Trivio. La chiesa conserva le reliquie e la statua d'argento di Sant'Ambrogio martire, patrono della città.
- Chiesa abbaziale di Santa Maria Maggiore. È uno dei monumenti più insigni del Lazio meridionale in quanto una delle prime chiese in stile gotico cistercense, assieme a Fossanova e Casamari. Si pensa che anticamente l'abbazia dovesse essere collegata con la grangia dell'abbazia di Casamari e come quest'ultima dovesse possedere un chiostro, testimoniato dai resti di arcate nella parete nord. Fu edificata probabilmente nella seconda metà XIII secolo e la costruzione è opera dei monaci cistercensi presenti nella zona già dal 1135, da quando cioè san Bernardo da Chiaravalle, con la protezione e la spinta di papa Innocenzo III, venne a rinnovare l'ordine benedettino.
- Chiesa di San Valentino. La chiesa di San Valentino è una chiesa benedettina; in buona parte ricostruita dopo l'ultima guerra, si trova in piazza Giacomo Matteotti. Assieme a copie di affreschi del Domenichino sulla volta ricostruita (precedentemente al bombardamento era un cielo stellato), si trovano affreschi del Duecento che raffigurano una Resurrezione, una Madonna della Misericordia e tre Santi. Pregevole l'abside e i locali ad essa sottostanti, rimasti intatti.
- Chiesa di Sant'Agata Vergine e Martire. La chiesa di Sant'Agata è stata in gran parte distrutta dai bombardamenti del 1944, e conserva il campanile romanico del XIII secolo e la cripta. Al suo interno espone un Crocifisso ligneo seicentesco di grande valore artistico e spirituale opera del frate laico Vincenzo Maria Pietrosanti da Bassiano; la chiesa è tenuta dai servi della Carità di San Luigi Guanella.
- Monastero di Sant'Antonio Abate. Il monastero, in stile romanico, fu fondato da papa Celestino V e ne accolse le spoglie fino al 1327 divenendo così meta di pellegrinaggi. La chiesa venne retta dall'Ordine dei Celestini dal XIII al XVII secolo; in seguito, per penuria di monaci, fu aggregata alla chiesa di Sant'Eusebio a Roma di cui divenne grangia. L'esterno si presenta costituito da una facciata a capanna con portale architravato sormontato da una mera lunetta, una finestra circolare e semplice campanile. È perfettamente visibile il carattere povero dell'architettura, frutto di ristrettezze economiche della committenza: è riscontrabile anche un influsso dell'architettura mendicante e un recupero della tipologia strutturale cistercense. Vi fu sepolto anche l'umanista Martino Filetico. La pala d'altare è opera del Giorgini e datata 1829: raffigura la Vergine con Bambino, Sant'Antonio Abate, San Giovanni Battista e Papa Celestino V. Al centro del corpo del monastero vi è un chiostro, intorno al quale si dispongono le camere dei monaci.
- Convento delle Clarisse. Nel secolo XIII le Clarisse si insediarono in Ferentino nei pressi di Porta San Francesco. Il monastero delle Clarisse nel secolo XVIII venne ricostruito con progetto dell'architetto Giovan Battista Nolli sull'angolo sud-occidentale del terrazzamento dell'Acropoli. Fu il vescovo Fabrizio Borgia (1729-1754) a promuovere la costruzione, che venne conclusa sotto l'episcopato di Pietro Paolo Tosi (1754-1798), che il 12 ottobre 1760 consacrò la nuova chiesa del monastero, intitolata come la precedente a Santa Chiara. La piccola chiesa conserva il cuore di papa Celestino V. Un piccolo frammento della reliquia venne donato dalle suore al pontefice Pio IX in occasione della sua visita nel 1863.
- Chiesa di San Francesco. La chiesa romanica di San Francesco, di origini benedettine ed originariamente dedicata a San Sebastiano, fu ceduta nel 1256 ai frati minori francescani, che dovettero ricostruirla ad eccezione del campanile. Notevole è il rosone in pietra a dodici raggi con colonnine lisce e tortili. L'interno presenta una sola navata coperta in parte a volta e in parte a capriate.
- Chiesa di Sant'Ippolito

### Architetture civili
Terme di Pompeo
Le terme di Pompeo, situate nella città di Ferentino, hanno origini antichissime poiché le qualità terapeutiche delle loro acque erano note fin dai tempi dei romani, cultori del benessere termale. In base alle documentazioni del Cialino, risalenti al 1690, sembrerebbe che questa struttura sia stata eretta per volontà di Flavia Domitilla, moglie dell'imperatore Vespasiano. Questo impianto termale, frequentato dalla più alta società romana, è stato poi danneggiato dalle varie invasioni barbariche, facendo in modo che l'intera area diventasse una palude malsana. Solo nel 1854 un imprenditore di Ferentino, Ambrogio Pompeo, promosse l'iniziativa di ricreare questo antico impianto termale in cui convogliare le varie sorgenti, e quindi renderne di nuovo accessibile l'utilizzo. Inoltre a dare un ulteriore impulso alla costruzione di questo edificio è stato uno studio medico sulle proprietà acidulo-solforose di queste acque, la cui applicazione dimostra essere un'efficace cura verso molte malattie.

### Architetture militari
Cinta muraria
Il centro storico di Ferentino è racchiuso entro mura che risalgono al VI secolo a.C. che per la grandezza sono chiamate ciclopiche, al contrario dei paesi circostanti che presentano mura poligonali, esse presentano rifacimenti in opera quadrata del I secolo a.C. Nel medioevo le mura vennero rinforzate con torri realizzate con pietre irregolari.
Nelle mura si aprono:
- Porta Sanguinaria
- Porta Maggiore o di Casamari
- Porta Montana
- Porta Sant'Agata
- Porta Stupa
- Porta Pentagonale
- Porta di Santa Croce
- Porta Castello

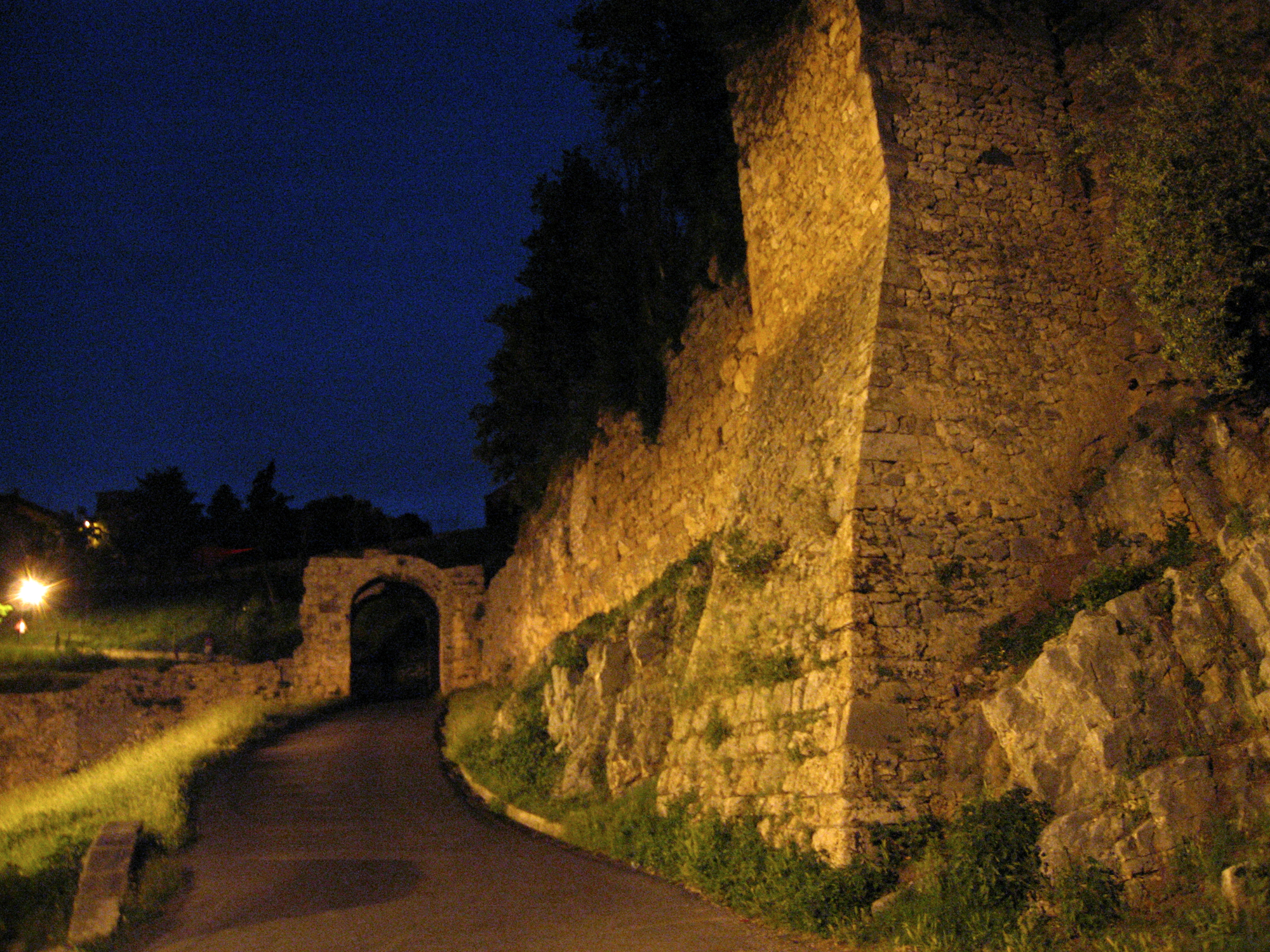
Archi di Casamari (Porta Maggiore)

- Porta d'accesso all'acropoli o Arco del Fattore
- Porta di accesso al percorso sotterraneo architravato con pietre megalitiche di Grotta Para
- Porterula a Nord Ovest
- Porterula a Sud Ovest

### Siti archeologici
Acropoli

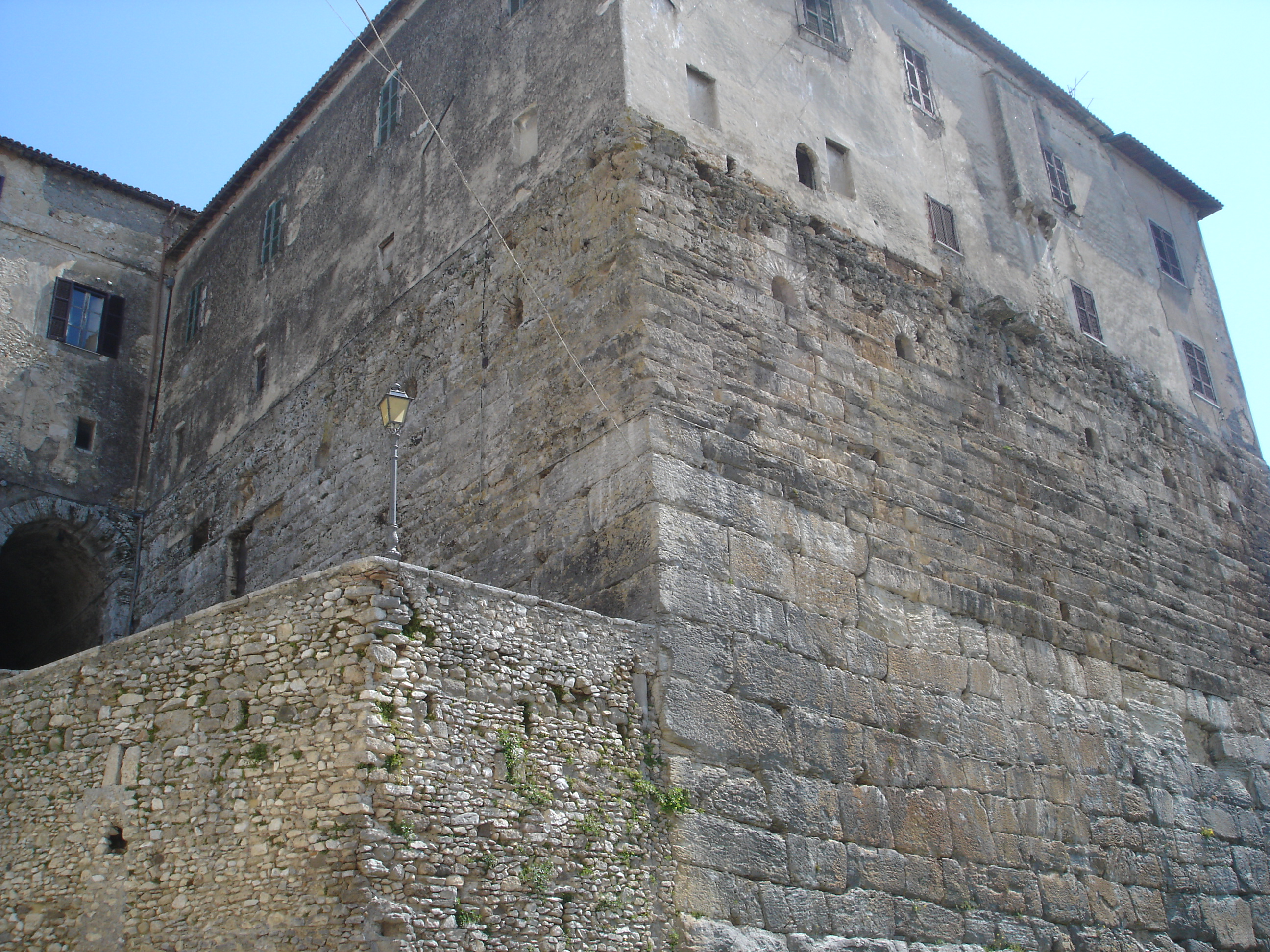
L'Acropoli di Ferentino; sulla sinistra si può scorgere una delle porte d'ingresso

L'Acropoli si presenta come una vasta area di forma quadrilatera (140 x 95 metri), le cui pendici sono fortificate e regolarizzate da una possente opera muraria, costruita secondo due tecniche diverse: il basamento è in grandi blocchi di calcare e i muri direttamente sovrastanti sono in travertino. La compresenza delle due tecniche costruttive ha posto agli studiosi di archeologia il problema della datazione delle mura che cingono l'Acropoli, che vengono considerate come risalenti a due epoche diverse –ossia molto antica (pelasgica, poligonale) la parte inferiore in massi di calcare; di età sillana la parte superiore in blocchi squadrati di travertino, oppure riferibili ad un'unica epoca costruttiva, posta tra il II e il I secolo a.C. Su di essa sorgono la Cattedrale dei Santi Giovanni e Paolo, il Vescovado con annesso orto e il seminario.
Prigioni

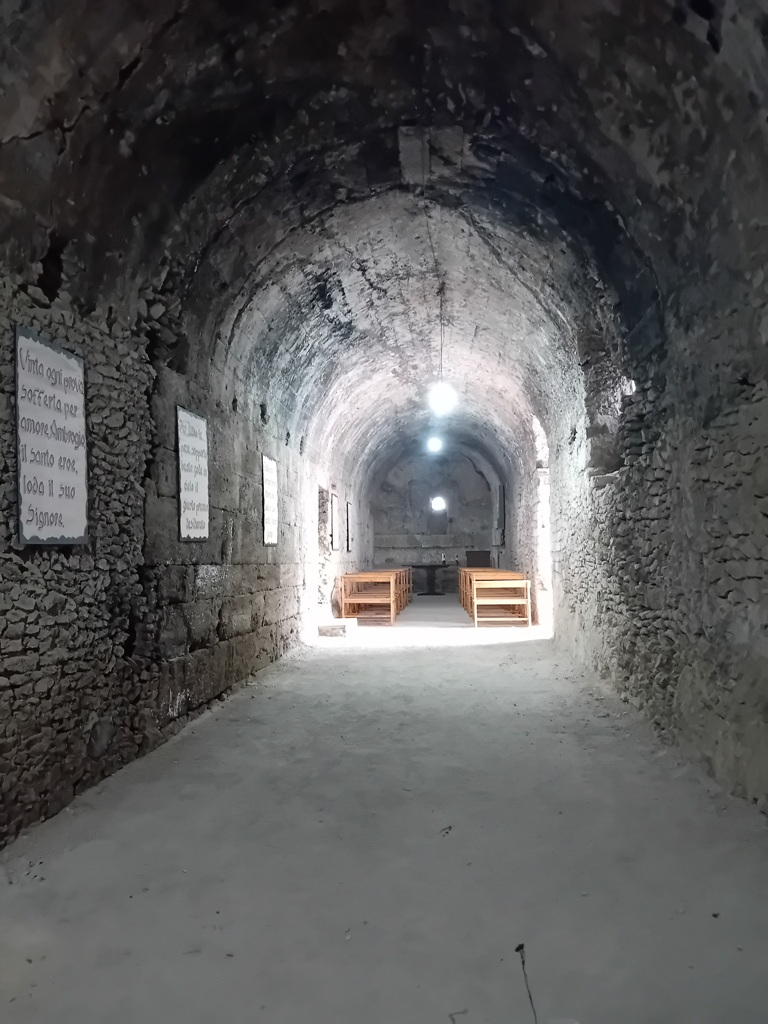
Vista parziale delle "prigioni" di Ferentino

Sotto il Duomo e il Vescovado sono presenti degli ampi vani voltati il cui scopo era probabilmente di alleggerire la struttura di sostegno degli stessi.
Tali vani, accessibili tramite una porta situata lungo la galleria che dalla porta di ingresso dell'acropoli conduce alla spianata del Duomo, sono stati adibiti nei secoli a vari usi fra i quali, appunto, di prigione e come tali vengono chiamate al giorno d'oggi. 
Mercato romano

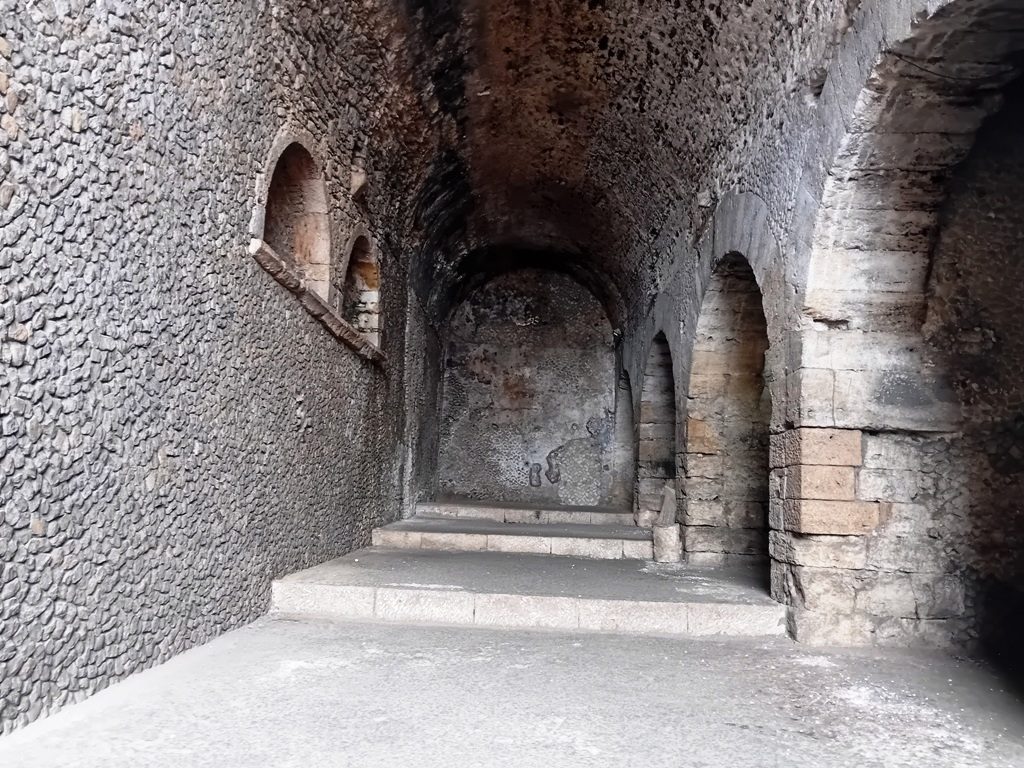
Mercato Romano coperto, le nicchie sul lato sinistro

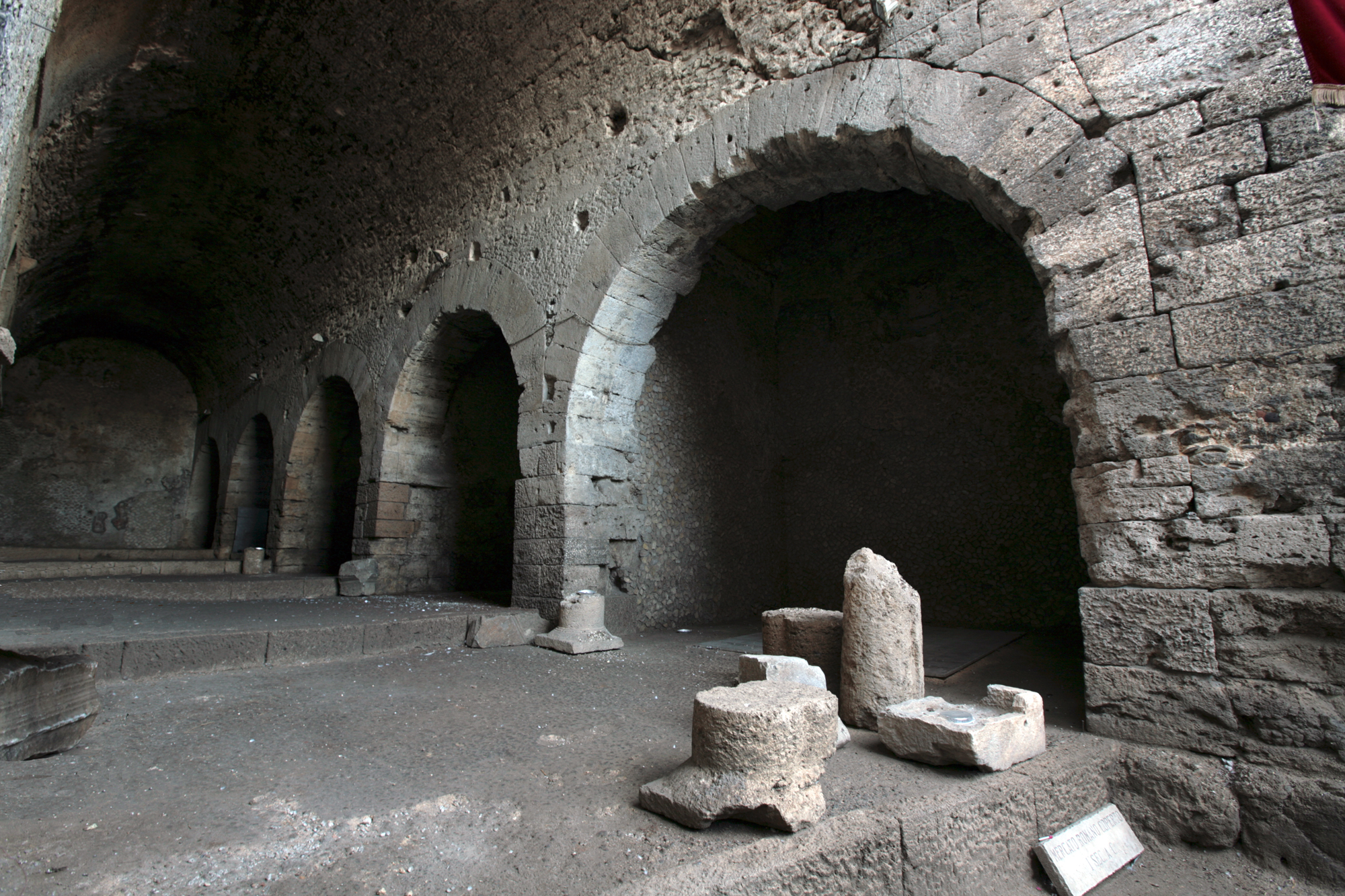
Mercato Romano coperto (I secolo a.C.)

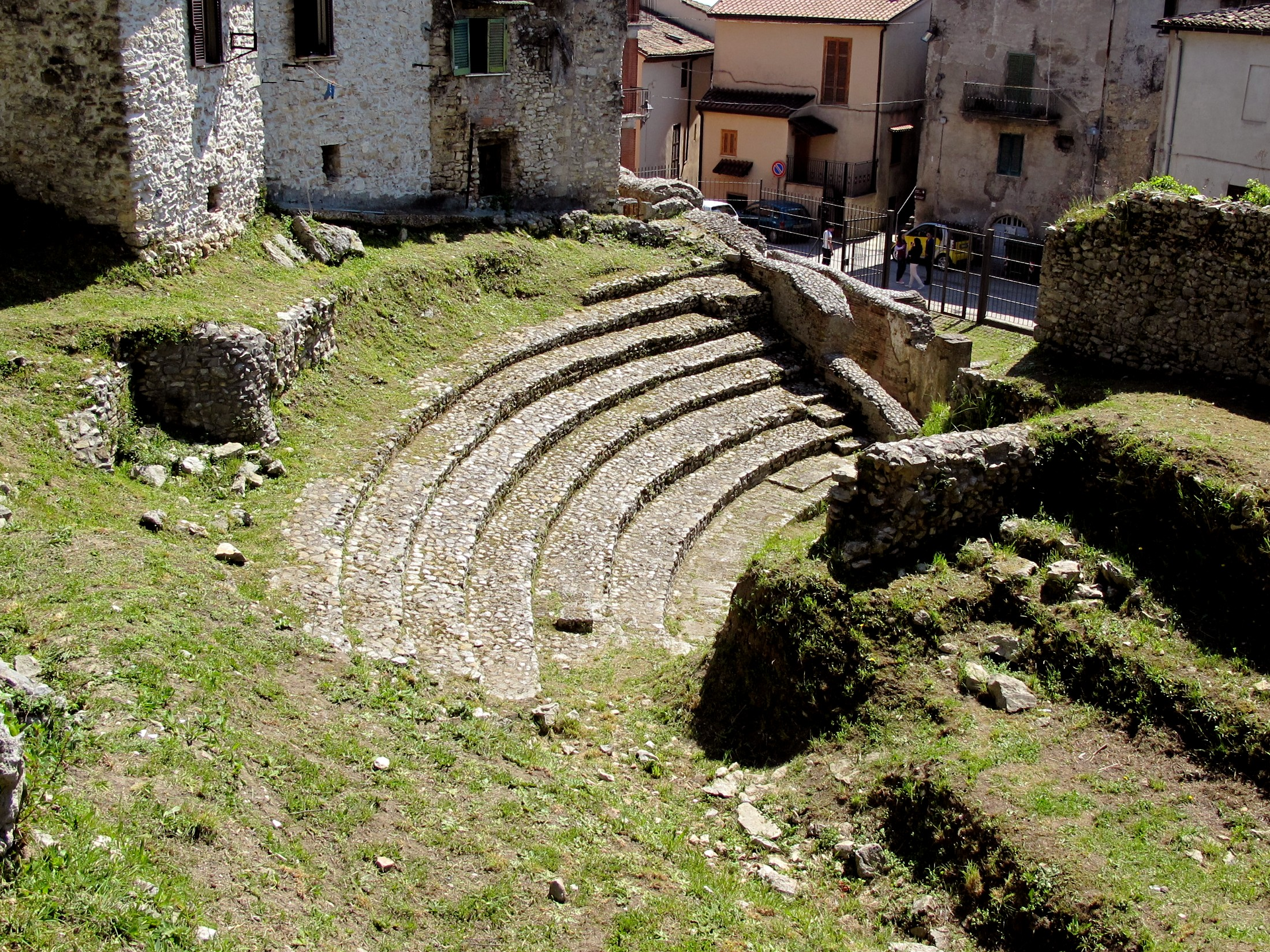
Il Teatro romano

Edificio risalente all'epoca sillana (II - I secolo a.C.) è pavimentato in opus incertum ed è contemporaneo al rinnovamento dell'Acropoli: il suo piano, infatti, è 12 metri più basso della spianata e l'edificio risulta inserito nel tessuto murario dell'Acropoli. L'arcone di ingresso, che si apre su una parete in opus quadratum, dà luce a tutto l'ambiente ed è alto circa 8 metri: è costruito in conci radiali di calcare disposti in modo da formare una strombatura accentuata verso est che consente alla luce solare di penetrare fin dalle prime ore del mattino illuminandolo nella zona più interna. L'aula è lunga 24 metri, con cinque botteghe coperte con volte a botte. Questo mercato può configurarsi come il prototipo dello schema che sarà tipico di questo genere di costruzioni.
Teatro romano
Il teatro romano di Ferentino, recentemente riportato alla luce, è una struttura costruita in età imperiale traianea e adrianea, scoperta agli inizi del ventesimo secolo ma rimasta per cento anni parzialmente coperta da edifici.
Musei
Museo diocesano
Museo civico

### Aree naturali
- Riserva naturale del Lago di Canterno

## Società

### Evoluzione demografica
Abitanti censiti

## Geografia antropica

### Frazioni
- Porciano, borgo situato a circa 15 km dal centro di Ferentino sulle pendici dell'omonimo monte e nei pressi del lago di Canterno. Rinomato per l'aria salubre e la produzione di formaggio pecorino. Degni di nota sono i ruderi del castello medievale (Castrum Porciani) e il santuario della Madonna della Stella. È un'isola amministrativa circondata dai comuni di Anagni, Fumone, Trivigliano, Fiuggi e Acuto[12].
- Tofe, frazione confinante con il comune di Anagni. Strutture presenti: chiesa parrocchiale "Sacro Cuore" ed il parco delle Molazzete.
- Cartiera, frazione nella quale è presente una cartiera ormai in disuso.
- Cupiccia, frazione del confinante con il comune di Anagni.

## Economia
Di seguito la tabella storica elaborata dall'Istat a tema Unità locali, intesa come numero di imprese attive, ed addetti, intesi come numero di addetti delle imprese locali attive (valori medi annui).
|           | 2015                  |                              |                            |                |                       |                     | 2014                  |                | 2013                  |                |
| --------- | --------------------- | ---------------------------- | -------------------------- | -------------- | --------------------- | ------------------- | --------------------- | -------------- | --------------------- | -------------- |
|           | Numero imprese attive | % Provinciale Imprese attive | % Regionale Imprese attive | Numero addetti | % Provinciale Addetti | % Regionale Addetti | Numero imprese attive | Numero addetti | Numero imprese attive | Numero addetti |
| Ferentino | 1.333                 | 3,97%                        | 0,29%                      | 5.575          | 5,23%                 | 0,11%               | 1.327                 | 5.685          | 1.365                 | 5.865          |
| Frosinone | 33.605                |                              | 7,38%                      | 106.578        |                       | 6,92%               | 34.015                | 107.546        | 35.081                | 111.529        |
| Lazio     | 455.591               |                              |                            | 1.539.359      |                       |                     | 457.686               | 1.510.459      | 464.094               | 1.525.471      |

Nel 2015 le 1.333 imprese operanti nel territorio comunale, che rappresentavano il 3,97% del totale provinciale (33.605 imprese attive), hanno occupato 5.575 addetti, il 5,23% del dato provinciale; in media, ogni impresa nel 2015 ha occupato quattro addetti (4,18).

## Infrastrutture e trasporti

### Ferrovie
- Ferentino condivide con il vicino comune di Supino la stazione di Ferentino-Supino servita dalla ferrovia regionale del Lazio FL6 che impiega la linea Roma – Napoli (via Cassino).

### Strade
- A1 Milano-Napoli nel tratto Roma-Napoli, casello di Ferentino
- Strade regionali:
  - Strada statale 6 Via Casilina
  - Strada statale 214 Maria e Isola Casamari

### Mobilità urbana
- I trasporti interurbani vengono svolti con autoservizi di linea gestiti da COTRAL.

## Amministrazione
Nel 1927, a seguito del riordino delle circoscrizioni provinciali stabilito dal regio decreto n. 1 del 2 gennaio 1927, per volontà del governo fascista, quando venne istituita la provincia di Frosinone, Ferentino passò dalla provincia di Roma a quella di Frosinone.
| Periodo | Periodo   | Primo cittadino      | Partito        | Carica                    | Note |
| ------- | --------- | -------------------- | -------------- | ------------------------- | ---- |
| 1993    | 1996      | Fabio Schietroma     | centrosinistra | sindaco                   |      |
| 1996    | 2001      | Francesco Scalia     | centrosinistra | sindaco                   |      |
| 2001    | 2002      | Roberto Valeri       | centrodestra   | sindaco                   |      |
| 2001    | 2003      | Anna Palombi         |                | commissario straordinario |      |
| 2003    | 2008      | Piergianni Fiorletta | centrosinistra | sindaco                   |      |
| 2008    | 2013      | Piergianni Fiorletta | centrosinistra | sindaco                   |      |
| 2013    | 2018      | Antonio Pompeo       | centrosinistra | sindaco                   |      |
| 2018    | 2023      | Antonio Pompeo       | Centrosinistra | sindaco                   |      |
| 2023    | in carica | Piergianni Fiorletta | lista civica   | sindaco                   |      |

### Gemellaggi
- San Severino Marche
- Ekaterinburg
- Rockford
- Raszyn
- Iacobeni

### Altre informazioni amministrative
- Fa parte della Comunità montana Monti Ernici

## Sport

### Calcio
- A.S.D. Ferentino Calcio (colori sociali Amaranto Bianco) che, nel campionato 2022-23, milita nel campionato maschile di Eccellenza[14].

### Pallacanestro
- Basket 1977 Ferentino che, nel campionato 2019-2020, milita nel campionato maschile di Serie B .[15]

### Pallavolo
- Volley Ferentino che nel 2019-2020 milita nel campionato maschile di Serie C.[16]

Calcio a 5
- Academy SM Ferentino che nel 2020-2021 milita nel campionato maschile di Serie C1.

#### Tennistavolo
- CTT Ferentino, che ha vinto nel 1991 e nel 1994 la serie A maschile. Promossa in serie A2 nel campionato 2023/2024.